# 바실리스크 (대포)
바실리스크는 중세에 사용되었던 대포의 한 종류로, 포신의 무게 약 1,800kg, 구경 약 13cm 정도의 매우 크고 무거운 청동제 대포이다. 길이는 평균 3미터 정도이나, 엘리자베스 여왕의 권총과 같은 일부 특수한 포의 경우는 이의 3배의 달하는 길이를 자랑하기도 했다.

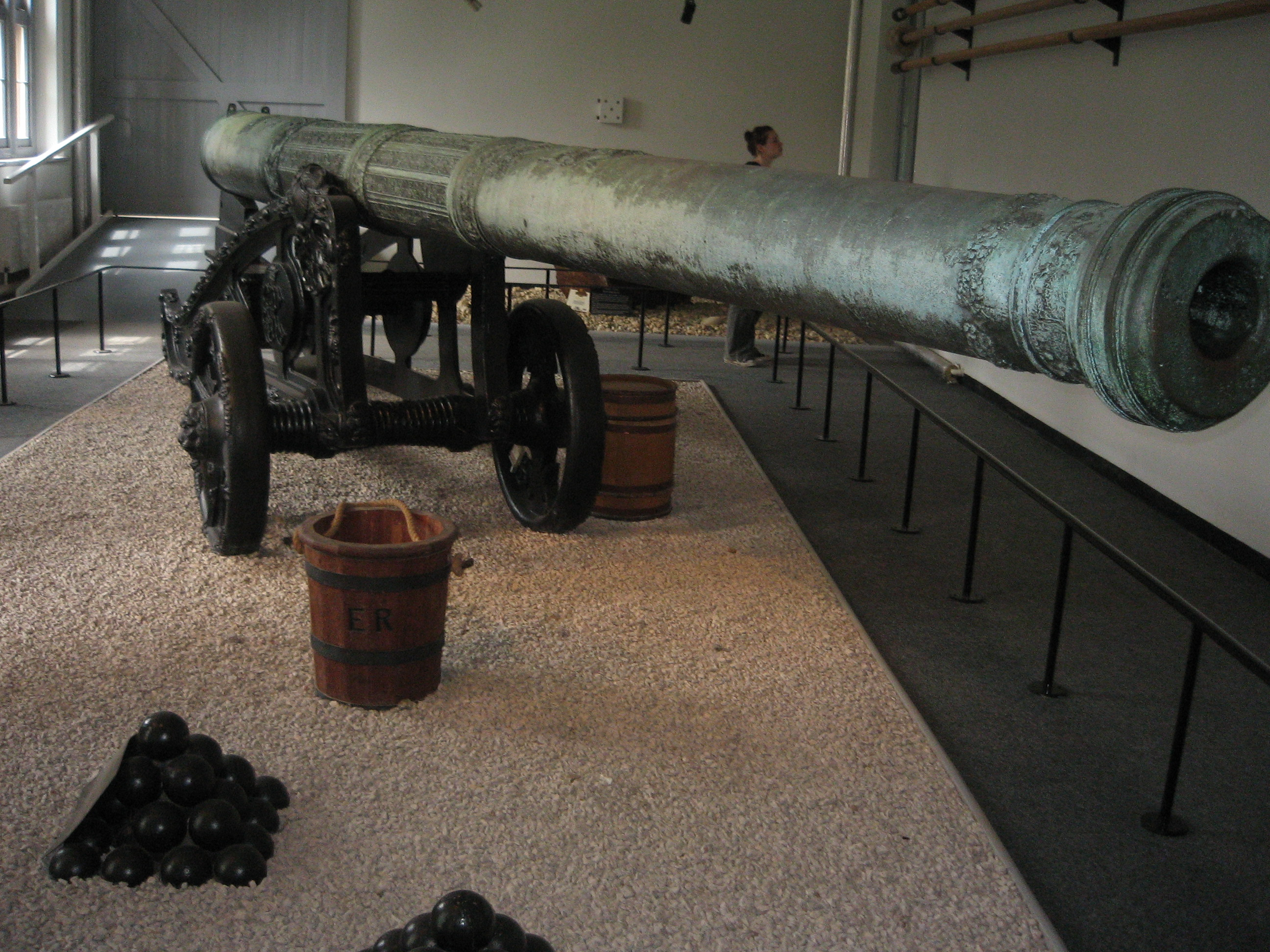
엘리자베스 여왕의 권총이라는 이름으로 알려진 바실리스크포.

바실리스크 포의 명칭은 불을 뿜을 수 있으며 독성이 있고, 눈을 마주치는 것으로 적을 살상할 수 있다고 알려진 신화 속의 동물 바실리스크에서 비롯된 것이다. 해당 무기에서 매우 긴 사정거리 내에 발사되는 70kg 가량의 포탄의 위력은 적들을 능히 공포에 질리게 할 수 있을 것으로 여겨졌다.
실제 사용 사례로는 1588년의 잉글랜드-스페인 전쟁을 들 수 있다. 해당 전쟁에서 스페인 무적함대는 잉글랜드를 침공할 때 공성용으로 쓰고자 대량의 바실리스크 포를 준비하였다. 그러나 이 대포들은 무적함대가 패배하고, 남은 선박들이 스페인으로 돌아가는 과정에서 대부분이 소실되었다.
바실리스크 포의 거대한 크기는 오히려 보다 가볍고 명중률이 높은, 실속 있는 대포를 원하는 유럽 사령관들의 욕구에 따라 해당 포를 도태시키는 결과를 낳게 되었다. 대표적인 예로는 1607년 홀란드에서 제작된 '몰타 포'가 있으며, 이외에도 많은 종류의 신형포들이 바실리스크 포를 대체해 갔다.

## 같이 보기
- 다르다넬스 대포